# Aldeanueva de Barbarroya
Aldeanueva de Barbarroya is een gemeente in de Spaanse provincie Toledo in de regio Castilië-La Mancha. Aldeanueva de Barbarroya heeft 594 inwoners (1 januari 2016).

## Geografie
Aldeanueva de Barbarroya heeft een oppervlakte van 92 km² en grenst aan de gemeenten Alcolea de Tajo, Calera y Chozas, Belvís de la Jara, La Nava de Ricomalillo, La Estrella en Navalmoralejo.

## Burgemeester
De burgemeester van Aldeanueva de Barbarroya heet José Manuel Fernández Pino

## Demografische ontwikkeling

### Jaarlijkse cijfers
| Jaar | Inwoners |
| ---- | -------- |
| 2001 | 804      |
| 2002 | 792      |
| 2004 | 743      |
| 2005 | 726      |
| 2006 | 703      |
| 2007 | 697      |
| 2008 | 681      |
| 2009 | 663      |
| 2010 | 664      |
| 2011 | 654      |
| 2012 | 650      |
| 2013 | 631      |
| 2014 | 627      |
| 2015 | 612      |